# Nobuhito Toriizuka
Nobuhito Toriizuka (鳥居塚 伸人 Toriizuka Nobuhito?), född 7 augusti 1972 i Gunma prefektur, är en japansk före detta fotbollsspelare.
Toriizuka började sin karriär 1995 i Cosmo Oil Yokkaichi. 1997 flyttade han till Consadole Sapporo. Efter Consadole Sapporo spelade han för Tonan SC och Thespa Kusatsu. Han avslutade karriären 2008.